# 손 소독제

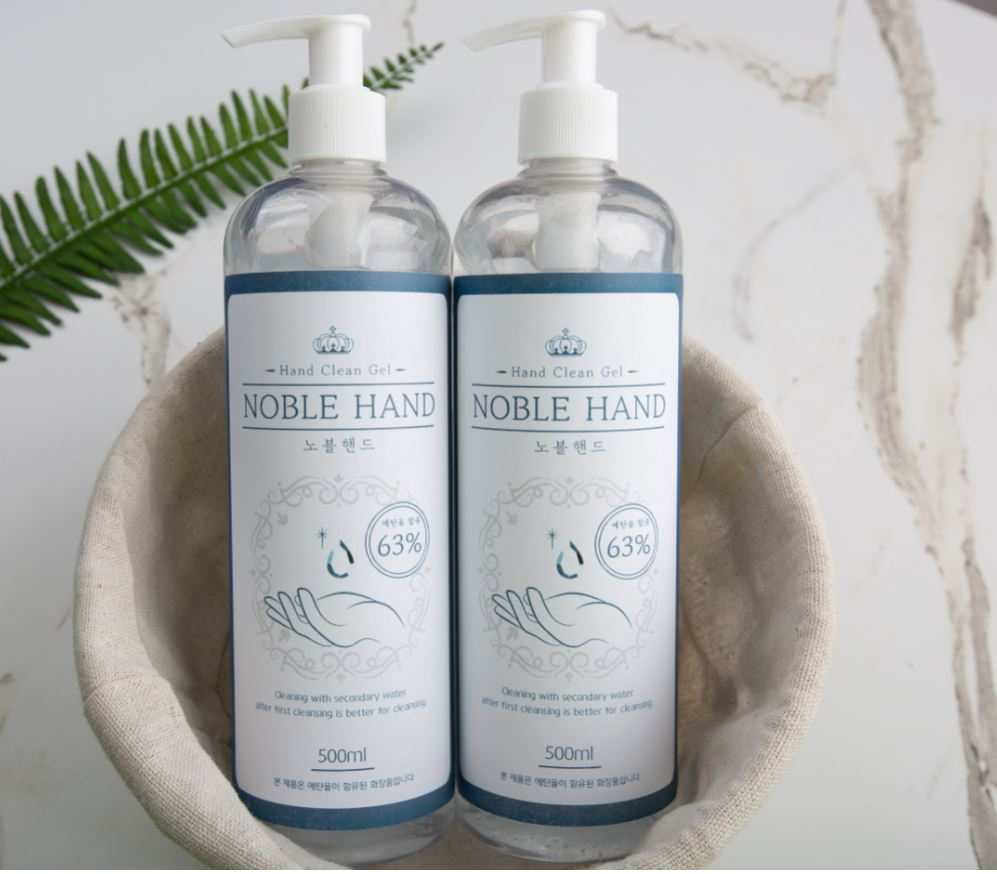
대한민국의 소독제

손 소독제(영어: hand sanitizer)는 물로 손을 씻는 것을 대신하는 의약외품이다. 화학물질로 된 액체형 소독제나 젤 형태의 소독제가 주를 이루며, 세정제 성분의 대부분은 알코올로 이루어져 있다.

## 성분
- 에탄올
- 글리세린
- 카포머
- 트리에탄올아민
- 정제수
- 이소프로필 알코올

## 논란
2020년, 한국에서 시판된 손 세정제 1200여 종 중 123종에 염화벤잘코늄이 함유되어 논란이 되었다. 그러나 식약처에서는 2019년에 이 실태를 인지했음에도 이렇다할 제재 의지를 보이지 않았다.

## 같이 보기
- 감염병
- 검역
- 손씻기
- 보건용 마스크
- 열화상 카메라